# Рекоба, Херемия
Херемия Александре Рекоба Перроне (исп. Jeremía Alexandre Recoba Perrone; 8 октября 2003, Комо, Италия) — итальянский и уругвайский футболист, полузащитник уругвайского клуба «Насьональ» (Монтевидео).

## Карьера

### Клубная
Занимался в системе уругвайских клубов «Данубио» и «Насьональ» (Монтевидео). За взрослую команду «Насьоналя» дебютировал 29 октября 2023 года в матче Кубка Уругвая против «Потенсии» (4:0). В сезоне-2024 сыграл 31 матч и забил 7 голов в чемпионате.

## Семья
Отец — Альваро Рекоба, уругвайский футболист и тренер. Мать — Лорена Перроне.

## Статистика
| Выступление            | Выступление      | Выступление      | Чемпионат | Чемпионат | Кубки | Кубки | Конт. | Конт. | Прочие | Прочие | Итого | Итого |
| Клуб                   | Лига             | Сезон            | Игры      | Голы      | Игры  | Голы  | Игры  | Голы  | Игры   | Голы   | Игры  | Голы  |
| ---------------------- | ---------------- | ---------------- | --------- | --------- | ----- | ----- | ----- | ----- | ------ | ------ | ----- | ----- |
| Насьональ (Монтевидео) | Примера          | 2023             | 0         | 0         | 1     | 0     | 0     | 0     | 0      | 0      | 1     | 0     |
| Насьональ (Монтевидео) | Примера          | 2024             | 31        | 7         | 4     | 1     | 10    | 1     | 0      | 0      | 45    | 9     |
| Насьональ (Монтевидео) | Примера          | 2025             | 2         | 1         | 0     | 0     | 0     | 0     | 1      | 1      | 3     | 2     |
| Насьональ (Монтевидео) | Итого            | Итого            | 33        | 8         | 5     | 1     | 10    | 1     | 1      | 1      | 49    | 11    |
| Всего за карьеру       | Всего за карьеру | Всего за карьеру | 33        | 8         | 5     | 1     | 10    | 1     | 1      | 1      | 49    | 11    |

по состоянию на 11 февраля 2025

## Достижения
Насьональ (Монтевидео)
- Обладатель Суперкубка Уругвая (1): 2025.